# Allophyllum glutinosum
Allophyllum glutinosum är en blågullsväxtart som först beskrevs av George Bentham, och fick sitt nu gällande namn av A. och V. Grant. Allophyllum glutinosum ingår i släktet Allophyllum och familjen blågullsväxter. Inga underarter finns listade i Catalogue of Life.